# Championnats du monde de gymnastique acrobatique 2018
Navigation
Édition précédente Édition suivante
Les championnats du monde de gymnastique acrobatique 2018, vingt-sixième édition des championnats du monde de gymnastique acrobatique, ont eu lieu du 13 au 15 avril 2018 à Anvers, en Belgique.

## Podiums
Ci-dessous le tableau des médaillés :
| Épreuve         | Or | Argent | Bronze |
| --------------- | --- | --- | --- |
| Par équipe      | Russie Marina Chernova Georgii Pataraia Daria Chebulanka Polina Plastinina Kseniia Zagoskina Daria Guryeva Daria Kalinina | Israël Lidar Dana Yannay Kalfa Efi Efraim Sach Daniel Uralevitch Or Armony Tzlil Hurvitz Yuval Weingold Mika Lefkovits Roni Surzon | Biélorussie Artsiom Yashchanka Aliaksei Zayats Julia Ivonchyk Veranika Nabokina Karina Sandovich Volha Melnik Artur Beliakou |
| Duo masculin    | Russie Igor Mishev Nikolay Suprunov                                                                                       | Corée du Nord Ri Hyo-song Kong Yong-won                                                                                            | Royaume-Uni Charlie Tate Adam Upcott                                                                                         |
| Duo féminin     | Russie Daria Guryeva Daria Kalinina                                                                                       | Corée du Nord Jong Kum-hwa Pyon Yun-ae                                                                                             | Israël Mika Lefkovits Roni Surzon                                                                                            |
| Duo mixte       | Russie Marina Chernova Georgii Pataraia                                                                                   | Biélorussie Hanna Kasyan Konstantin Evstafeev                                                                                      | Belgique Marte Snoeck Bram Röttger                                                                                           |
| Groupe féminin  | Russie Daria Chebulanka Polina Plastinina Kseniia Zagoskina                                                               | Biélorussie Julia Ivonchyk Veranika Nabokina Karina Sandovich                                                                      | Chine Duan Yushan Ji Qiuqiong Liu Jieyu                                                                                      |
| Groupe masculin | Israël Lidar Dana Yannay Kalfa Efi Efraim Sach Daniel Uralevitch                                                          | Chine Fu Zhi Guo Pei Jiang Heng Zhang Junshuo                                                                                      | Russie German Kudriashov Alexander Sorokin Valeriy Tukhashvili Kirill Zadorin                                                |

## Tableau des médailles
| Rang  | Nation          | Or | Argent | Bronze | Total |
| ----- | --------------- | -- | ------ | ------ | ----- |
| 1     | Russie          | 5  | 0      | 1      | 6     |
| 2     | Israël          | 1  | 1      | 1      | 3     |
| 3     | Biélorussie     | 0  | 2      | 1      | 3     |
| 4     | Corée du Nord   | 0  | 2      | 0      | 2     |
| 5     | Chine           | 0  | 1      | 1      | 2     |
| 6     | Belgique        | 0  | 0      | 1      | 1     |
| 6     | Grande-Bretagne | 0  | 0      | 1      | 1     |
| Total | Total           | 6  | 6      | 6      | 18    |